# Số tự mãn

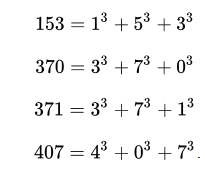
Số Tự Mãn

Trong lý thuyết số, số tự mãn (cũng biết với tên số tuyệt hảo bất biến (Perfect and PluPerfect Digital Invariants - PPDI), là một số mà có tổng của từng chữ số mũ n (n >= 2) bằng chính nó. Định nghĩa này dựa vào hệ số b của nó, ví dụ: b = 10 cho Hệ thập phân hoặc b = 2 cho Hệ nhị phân.

## Định nghĩa
Định nghĩa của số tự mãn dựa vào hệ thập phân n = dkdk-1...d1 của một số tự nhiên n
n = dk·10k-1 + dk-1·10k-2 + ... + d2·10 + d1,
với k của chữ số di thỏa 0 ≤ di ≤ 9. Một số n được gọi là số tự mãn khi thỏa điều kiện
n = dkk + dk-1k + ... + d2k + d1k.
Ví dụ: chữ số thập phân 3 chữ số là 153 là số tự mãn vì 153 = 13 + 53 + 33.
Số tự mãn cũng có thể được định nghĩa dựa vào hệ số b của số tự nhiên thay vì b = 10. Hệ số b thể hiện số tự nhiên n được định nghĩa
n = dkbk-1 + dk-1bk-2 + ... + d2b + d1,
với hệ số b của chữ số di thỏa điều kiện 0 ≤ di ≤ b-1.
Ví dụ: số 17 (thập phân) là số tự mãn cho hệ số b = 3. Hệ tam phân của nó là 122, vì 17 = 1·32 + 2·3 + 2 , và nó thỏa 17 = 13 + 23 + 23.
Nếu ràng buộc số mũ phải bằng số lượng chữ số, trường hợp có thể xảy ra một số m khác với k
n = dkm + dk-1m + ... + d2m + d1m,
thì n được gọi là số tuyệt hảo bất biến hoặc PDI. Ví dụ, số thập phân 4150 có bốn chữ số thập phân và là tổng của mũ năm của các chữ số thập phân
4150 = 45 + 15 + 55 + 05,
nên nó là số tuyệt hảo bất biến không phải là số tự mãn.
Trong "A Mathematician's Apology", G. H. Hardy viết:
Chỉ có, sau khi thống nhất, là tổng bậc ba của mỗi chữ số của nó:
{\displaystyle 153=1^{3}+5^{3}+3^{3}}
{\displaystyle 370=3^{3}+7^{3}+0^{3}}
{\displaystyle 371=3^{3}+7^{3}+1^{3}}
{\displaystyle 407=4^{3}+0^{3}+7^{3}}.
These are odd facts, very suitable for puzzle columns and likely to amuse amateurs, but there is nothing in them which appeals to the mathematician.

## Số tự mãn ở một số hệ số
Trình tự của số tự mãn "hệ 10" bắt đầu:
0, 1, 2, 3, 4, 5, 6, 7, 8, 9, 153, 370, 371, 407, 1634, 8208, 9474... (dãy số A005188 trong bảng OEIS)
Trình tự của số tự mãn "hệ 12" bắt đầu:
0, 1, 2, 3, 4, 5, 6, 7, 8, 9, A, B, 25, A5, 577, 668, A83 (dãy số A161949 trong bảng OEIS)
Trình tự của số tự mãn "hệ 3" bắt đầu:
0, 1, 2, 12, 22, 122
Trình tự của số tự mãn "hệ 4" bắt đầu:
0, 1, 2, 3, 130, 131, 203, 223, 313 (dãy số A010344 trong bảng OEIS)
Số lượng số tự mãn trong một hệ số là có hạn, số tối đa có thể của mũ thứ k của k chữ số trong hệ số b là
{\displaystyle k(b-1)^{k}\,,}
và nếu k đủ lớn thì
{\displaystyle k(b-1)^{k}<b^{k-1}\,,}
trong trường hợp không có số tự mãn hệ số b có thể có k chữ số hoặc nhiều hơn. Thiết lập b bằng 10 thể hiện thấy số tự mãn lớn nhất trong hệ số 10 phải nhỏ hơn 1060.
Chỉ có 88 số tự mãn ở hệ số 10, với những số lớn nhất là
115,132,219,018,763,992,565,095,597,973,971,522,401
với 39 chữ số.
Không giống số tự mãn, không có giới hạn lớn nhất có thể xác định cho kích thước của số tuyệt hảo bất biến trong một hệ số và không có cách biết được số tuyệt hảo bất biến cho một hệ số bất kì có hạn hay vô hạn.